# إيثان اولبرايت
إيثان اولبرايت (بالإنجليزية: Ethan Albright)‏ هو لاعب كرة قدم أمريكية أمريكي، ولد في 1 مايو 1971 في غرينزبورو في الولايات المتحدة.

## وصلات خارجية
- إيثان اولبرايت على موقع مرجع كرة القدم المحترفة.كوم (الإنجليزية)